# Tyger
Tyger is een studioalbum van Tangerine Dream uit 1987. Alhoewel de elektronische muziek uit de Berlijnse School niet geheel verdwenen is, is dit meer een album dat past binnen de progressieve rock. Sinds Cyclone was er niet meer gezongen op een album van TD, maar op Tyger bestaat het merendeel van de muziek uit liederen. De teksten zijn geschreven door William Blake en werden gezongen door Jocelyn B. Smith uit de Verenigde Staten. Initiatiefnemer voor deze (korte) ommezwaai was Edgar Froese, die toch al artistiek  was ingesteld met bijvoorbeeld ontmoetingen met Salvador Dalí en albumtitels als Phaedra.
Zangeres Smith was geen succes, zij was zelf een soul/rhythm and blues-zangeres en vond niet dat haar stem gebruikt kon worden om versjes te zingen, die ook op school gelezen werden. TD vond later dat zij het schrijven van "normale" liederen toch (nog) niet geheel onder de knie had. De fans dachten dat TD zich steeds meer wendde naar de commerciële muziek en keurden dat af. Het volgend album ging weer een paar stappen terug.
TD was gestoken in een hoes van wederom Monica Froese, het zou later het logo van de band worden. Bij herdruk in 1992 verdween de hoes en werd vervangen door een andere. Het album is opgenomen in de Dream Studio te Berlijn, de "oude" geluidsstudio van TD en de Eastgate Studio te Wenen, de "nieuwe".
Het is het laatste studioalbum van Franke als lid van TD.

## Musici
- Jocelyn B. Smith – zang
- Christopher Franke, Edgar Froese, Paul Haslinger – synthesizers, elektronica

## Muziek
21st Century Man komt alleen voor op de compact disc-versies. Op de 1992-versie zijn Tyger en Smile in een nieuwe remix verschenen met andere tijdsduren.

| Nr. | Titel                                                              | Duur  |
| --- | ------------------------------------------------------------------ | ----- |
| 1.  | Tyger (Froese, Haslinger, Franke)                                  | 5:45  |
| 2.  | London (Froese, Haslinger, Franke)                                 | 14:21 |
| 3.  | Alchemy of the heart (Haslinger, Froese, Franke)                   | 12:23 |
| 4.  | Smile (Franke, Froese, Haslinger)                                  | 6:09  |
| 5.  | 21st Century common man (part 1 and 2) (haslinger, Froese, Franke) | 8:50  |

| Nr. | Titel  | Duur |
| --- | ------ | ---- |
| 1.  | Vigour |      |

Op 27 juni 1987 kwam het album binnen in de Britse albumlijst op positie 88, een week later was Tyger weer verdwenen. Ook de single "Tyger" kon geen potten breken, ze haalde nergens een positie in een hitparade. Tyger, het album, was het laatste album dat een hitnotering kreeg. Of "21st Century common" man een verlate reactie is op "21st Century schizoid man" van King Crimson is onbekend.
Na dit album was de eerste muziek die van TD verscheen een muziekvideo Canyons dreams, die pas later op compact disc verscheen.